# Advocacia General de l'Estat
|  | No s'ha de confondre amb l'agrupació de col·legis professionals Consell General de l'Advocacia Espanyola.. |

L'Advocacia General de l'Estat-Direcció del Servei Jurídic de l'Estat és un òrgan de l'Administració General de l'Estat integrat en el Ministeri de Justícia d'Espanya, amb nivell orgànic de Subsecretaria. És l'òrgan directiu dels serveis que presten assistència jurídica a l'Estat i a altres institucions públiques.
Està integrat pels membres del Cos Superior d'Advocats de l'Estat, funcionaris de carrera de l'Administració, i dirigit per el/la Advocat General de l'Estat, amb nomenament en Consell de Ministres.
Des de juny de 2018 l'Advocada General de l'Estat-Directora del Servei Jurídic de l'Estat és Consuelo Castro Rey.
Les seves funcions i competències estan recollides en la Llei 52/1997, de 27 de novembre, B.O.E. núm.285, i en el Reglament del Servei Jurídic de l'Estat, aprovat per Reial decret 997/2003 B.O.E. núm 188.

## Advocats generals de l'Estat
- Consuelo Castro Rey (2018-)
- Eugenio López Álvarez (2016-2018)
- Marta Silva de Lapuerta (2012-2016)
- Joaquín de Fuentes Bardají (2004-2012)
- Arturo García-Tizón López (2000-2004)
- José Javier Abad-Pérez y Belenguer (1996-2000)
- Emilio Jiménez Aparicio (1992-1996)
- Gonzalo Quintero Olivares (1990-1992)
- Fernando Valdés Dal-Re (1986-1990)
- José Luis Gómez-Dégano y Ceballos-Zúñiga (1985-1986)